# Leon Dabo

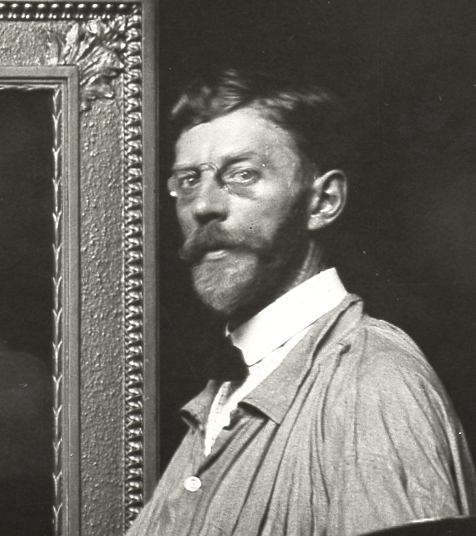
Leon Dabo in seinem Atelier in Brooklyn, ca. 1910

Leon Dabo (* 9. Juli 1864 in Paris, Frankreich, nach anderen Angaben 1865, 1868, 1869 oder 1870, in Detroit oder Grosse Pointe; † 7. November 1960 in Manhattan, New York) war ein amerikanischer Landschaftsmaler des Tonalismus.

## Leben
Im Ersten Weltkrieg war Dabo für den französischen Geheimdienst tätig. Dabo wurde von John La Farge, Pierre Puvis de Chavannes und James Abbott McNeill Whistler beeinflusst und wurde 1934 Ritter der Légion d’honneur. 1944 wurde Dabo zum Mitglied (NA) der National Academy of Design gewählt.
Sein Bruder Scott Dabo war ebenfalls Maler.